# Élections municipales de 1965 dans l'Ardèche
Les élections municipales françaises de 1965 ont eu lieu le 14 et 21 mars 1965. Le département de l'Ardèche comptait 339 communes, dont 11 de plus de 3 500 habitants où les conseillers municipaux étaient élus selon un scrutin de liste avec représentation proportionnelle.

## Maires élus
Les maires élus à la suite des élections municipales dans les communes de plus de 3 000 habitants :
| Communes            | Population | Maire élu en 1959    | Parti | Parti   | Maire élu            | Parti | Parti |
| ------------------- | ---------- | -------------------- | ----- | ------- | -------------------- | ----- | ----- |
| Annonay             | 20 500     | Fernand Duchier      |       | CNIP    | Daniel Aimé          |       | SFIO  |
| Aubenas             | 10 000     | Marcel Molle         |       | MRP     | Pierre Charnay       |       | DVD   |
| Bourg-Saint-Andéol  | 5 900      | Pierre Piéri         |       | UNR     | Pierre Piéri         |       | UNR   |
| Guilherand-Granges  | 5 000      | Marcel Coulet        |       | SFIO    | Henri Chapelon       |       | SFIO  |
| Privas              | 9 500      | Charles Gounon       |       | Radical | Pierre-Marie Chaix   |       | DVD   |
| Saint-Péray         | 3 250      | Marc Bouvat          |       | Radical | Gérard Mallen        |       | RI    |
| Le Teil             | 8 350      | René Montérémal      |       | PCF     | Paul Avon            |       | SFIO  |
| Tournon-sur-Rhône   | 7 200      | Louis Roche-Defrance |       | CNIP    | Louis Roche-Defrance |       | CNIP  |
| Vals-les-Bains      | 3 990      | Paul Ribeyre         |       | CNIP    | Paul Ribeyre         |       | CNIP  |
| Viviers (Ardèche)   | 3 200      | Jean Joffre          |       | MRP     | Jean Joffre          |       | MRP   |
| La Voulte-sur-Rhône | 5 700      | Guy Baboin-Jaubert   |       | SFIO    | Guy Baboin-Jaubert   |       | SFIO  |

### Annonay

#### Résultats
- Premier tour

|                 | Liste    | Nombre de voix | Résultats |            |
| Fernand Duchier | CNIP-MRP | 3664           | 48,10 %   | Ballottage |
| Daniel Aimé     | SFIO     | 2620           | 34,39 %   | Ballottage |
| Camille Reynaud | PCF      | 1334           | 17,51 %   | Ballottage |

- Second tour

|                 | Liste    | Nombre de voix | Résultats | Sièges |
| Daniel Aimé     | SFIO-PCF | 3 887          | 54,08 %   | 25     |
| Fernand Duchier | CNIP-MRP | 3300           | 45,92 %   | 2      |

### Aubenas

#### Résultats
- Premier tour

|               | Liste | Nombre de voix | Résultats |            |
| Marcel Molle  | MRP   | 1794           | 42,32 %   | Ballottage |
| André Chanéac | DVD   | 1560           | 36,80 %   | Ballottage |
| Robert Renoux | PCF   | 885            | 20,88 %   | Ballottage |

- Second tour

|               | Liste | Nombre de voix | Résultats | Sièges |
| André Chanéac | DVD   | 2 322          | 54,56 %   | 21     |
| Marcel Molle  | MRP   | 1934           | 45,44 %   | 2      |

### Privas

#### Résultats
- Premier tour

|                    | Liste        | Nombre de voix | Résultats | Sièges |
| Pierre-Marie Chaix | DVD          | 1 991          | 62,43 %   | 23     |
| Georges Bosveuil   | PCF          | 604            | 18,95 %   | 0      |
| André Oriol        | Indépendants | 594            | 18,62 %   | 0      |

- Premier tour : Inscrits : 4389 Exprimés : 3189 Nul: 165

### Le Teil

#### Résultats
- Premier tour

|                 | Liste            | Nombre de voix | Résultats | Sièges |
| Paul Avon       | SFIO-MRP-Radical | 2 737          | 61,20 %   | 23     |
| René Montérémal | PCF              | 1735           | 38,80 %   | 0      |

### Vals-les-Bains

#### Résultats
- Premier tour

|              | Liste | Nombre de voix | Résultats | Sièges |
| Paul Ribeyre | CNIP  | 1 988          | 100 %     | 23     |

### Villeneuve-de-Berg

#### Résultats
- Premier tour

|               | Liste | Nombre de voix | Résultats | Sièges |
| Pierre Cornet | DVD   | 633            | 100 %     | 13     |

### Viviers (Ardèche)|Viviers

#### Résultats
- Premier tour

|                | Liste | Nombre de voix | Résultats | Sièges |
| Jean Joffre    | MRP   | 973            | 62,25 %   | 21     |
| André Allignol | SFIO  | 590            | 37,75 %   | 0      |